# 482 (số)
482 (bốn trăm tám mươi hai) là một số tự nhiên ngay sau 481 và ngay trước 483.